# Micurus
Micurus is een kevergeslacht uit de familie van de boktorren (Cerambycidae). De wetenschappelijke naam van het geslacht werd voor het eerst geldig gepubliceerd in 1896 door Fairmaire.

## Soorten
Micurus omvat de volgende soorten:
- Micurus affinis Breuning, 1976
- Micurus asperipennis Fairmaire, 1896
- Micurus obliquatus Fairmaire, 1903